# ピエール・コット

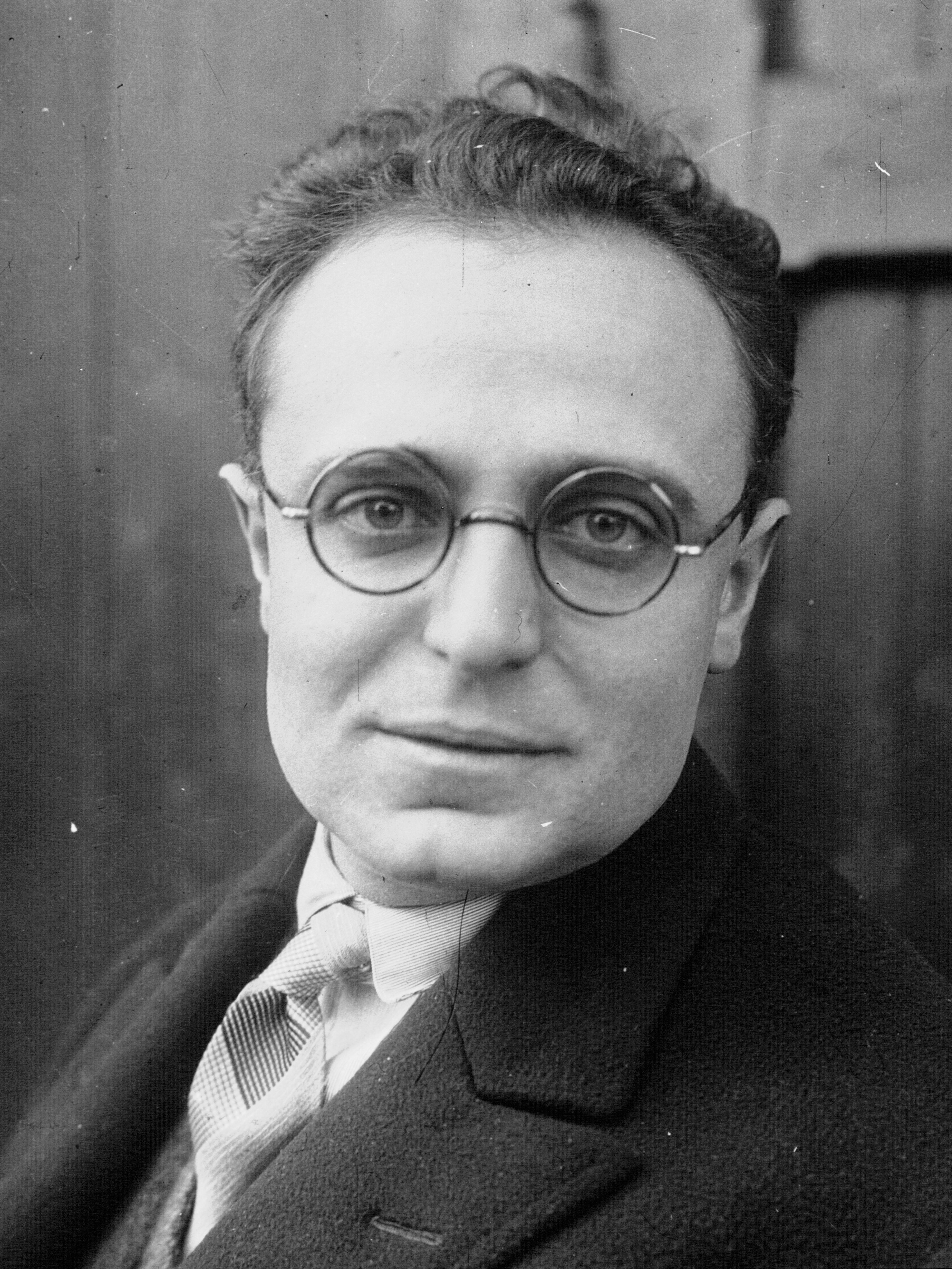
ピエール・コット

ピエール・コット（Pierre Cot, 1895年11月20日 - 1977年8月21日）は、フランスの政治家。グルノーブル生まれ。
人民戦線空軍大臣。ジャン・ムーランに対し、シャトーランの群長の地位を退いて自分のもとに来るように懇請した。フランスの大臣としては初めて使節団と共にソ連に赴く。1940年、妻のルイーザと共にアメリカに赴き、レジスタンス運動に対する協力をもとめた。